# Resolutie 2190 Veiligheidsraad Verenigde Naties
Resolutie 2190 van de Veiligheidsraad van de Verenigde Naties werd op 15 december 2014 unaniem aangenomen door de VN-Veiligheidsraad. De resolutie verlengde de VN-missie in Liberia verder met negen maanden.

## Achtergrond
Na de hoogdagen onder het decennialange bestuur van William Tubman, die in 1971 overleed, greep Samuel Doe de macht. Zijn dictatoriale regime ontwrichtte de economie en er ontstonden rebellengroepen tegen zijn bewind, waaronder die van de latere president Charles Taylor. In 1989 leidde de situatie tot een burgeroorlog waarin de president vermoord werd. De oorlog bleef nog doorgaan tot 1996. Bij de verkiezingen in 1997 werd Charles Taylor verkozen en in 1999 ontstond opnieuw een burgeroorlog toen hem vijandige rebellengroepen delen van het land overnamen. Pas in 2003 kwam er een staakt-het-vuren en werden VN-troepen gestuurd. Taylor ging in ballingschap en de regering van zijn opvolger werd al snel vervangen door een overgangsregering. In 2005 volgden opnieuw verkiezingen en werd Ellen Johnson Sirleaf de nieuwe president. In 2011 werd ze herkozen voor een tweede ambtstermijn. In 2014 brak in West-Afrika een ebola-epidemie uit die ook Liberia trof.

## Inhoud
Liberia was een van de landen die het hardst waren getroffen door de ebola-uitbraak, met als gevolg dat een aantal hervormingen door de overheid waren uitgesteld. Ook de senaatsverkiezingen, die normaal in oktober 2014 hadden moeten doorgaan, waren uitgesteld. Ook de herziening van de UNMIL-vredesmacht, die in afbouw was, was daardoor in september uitgesteld.
Uiterlijk op 30 juni 2016 moest Liberia zelf de verantwoordelijkheid voor de veiligheid in het land hebben overgenomen van UNMIL. Het moest de nodige planning en wetgeving opstellen om leger en politie daarvoor klaar te stomen.
Het mandaat van UNMIL werd verlengd tot 30 september 2015. Het aantal manschappen bleef gelijk op 4811 militairen en 1795 agenten. De gefaseerde terugtrekking zou pas worden hervat als grote vooruitgang werd geboekt in de strijd tegen ebola. UNMIL's voornaamste taken waren het beschermen van de bevolking tegen geweld, in samenspraak met UNMEER (de ebola-missie in West-Afrika) de levering van noodhulp ondersteunen en advies verlenen bij de hervorming van justitie en de veiligheidsdiensten. Die laatste taak moest opnieuw meer aandacht krijgen.

## Verwante resoluties
- Resolutie 2176 Veiligheidsraad Verenigde Naties
- Resolutie 2188 Veiligheidsraad Verenigde Naties
- Resolutie 2215 Veiligheidsraad Verenigde Naties (2015)
- Resolutie 2237 Veiligheidsraad Verenigde Naties (2015)

Lijst ·  2133 ·  2134 ·  2135 ·  2136 ·  2137 ·  2138 ·  2139 ·  2140 ·  2141 ·  2142 ·  2143 ·  2144 ·  2145 ·  2146 ·  2147 ·  2148 ·  2149 ·  2150 ·  2151 ·  2152 ·  2153 ·  2154 ·  2155 ·  2156 ·  2157 ·  2158 ·  2159 ·  2160 ·  2161 ·  2162 ·  2163 ·  2164 ·  2165 ·  2166 ·  2167 ·  2168 ·  2169 ·  2170 ·  2171 ·  2172 ·  2173 ·  2174 ·  2175 ·  2176 ·  2177 ·  2178 ·  2179 ·  2180 ·  2181 ·  2182 ·  2183 ·  2184 ·  2185 ·  2186 ·  2187 ·  2188 ·  2189 ·  2190 ·  2191 ·  2192 ·  2193 ·  2194 ·  2195